# Карлсберг, Эрнст Фёдорович
Эрнст Фёдорович (Фрицевич) Карлсберг (латыш. Ernests Karlsbergs,  11 марта 1861 Вандзенская волость Тальсенский уезд Курляндская губерния — после 1917) — подполковник в отставке, член III Государственной думы от Курляндской губернии.

## Биография
Лютеранин. Сын латышского крестьянина, небогатого дворовладельца.
По окончании частного реального училища в 1880 году, поступил вольноопределяющимся в 116-й пехотный Малоярославский полк и в том же году — в Рижское пехотное юнкерское училище, которое окончил в 1883 году. В следующем году был произведен в прапорщики.
В 1905 году окончил Офицерскую стрелковую школу с отметкой «отлично и с наградою». Во время беспорядков часто назначался начальником карательных отрядов и благодаря такту и хладнокровию его рота исполняла всё без пролития крови. В 1906 году состоял начальником отдела по снабжению войск, возвращавшихся с Дальнего Востока на станции «Сызрань». Из наград имел ордена Св. Станислава и Св. Анны 3-й степени. 1 октября 1906 года вышел в отставку в чине подполковника, после чего занялся сельским хозяйством в своей усадьбе Лаугаль Тальсенского уезда Курляндской губернии (54 десятины).
В 1907 году был избран в члены III Государственной думы съездом уполномоченных от волостей Курляндской губернии. Входил во фракцию прогрессистов. Состоял членом сельскохозяйственной и по вероисповедным вопросам комиссий.
Судьба после 1917 года неизвестна. Был женат.